# Macrocera comosa
Macrocera comosa är en tvåvingeart som beskrevs av Ostroverkhova 1979. Macrocera comosa ingår i släktet Macrocera och familjen platthornsmyggor. Inga underarter finns listade i Catalogue of Life.